# IRE (биология)

Последовательность и предсказанная вторичная структура IRE

Железозави́симый элеме́нт (англ. Iron response element, IRE) — особый регуляторный элемент, содержащийся в 5′-нетранслируемой области мРНК белков, как правило, участвующих в метаболизме железа. Наиболее известным белком, мРНК которого содержит IRE, является ферритин, связывающий Fe3+. Регуляция, осуществляемая IRE, зависит от концентрации железа в клетке. IRE встречаются у самых разнообразных эукариот, но мало представлены среди растений.

## Механизм действия

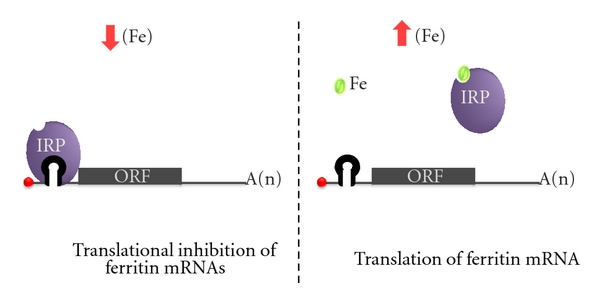
Механизм действия IRE

IRE имеется в 5′-UTR мРНК таких белков, как ферритин, трансферриновый рецептор, эритроид-специфичная синтаза аминолевулиновой кислоты (эритроцитарная форма eALAS или ALAS2), митохондриальная аконитаза, ферропортин, переносчик двухвалентных металлов (англ. divalent metal transporter 1 (DMT1)). Обычно белки, чьи мРНК содержат IRE, участвуют в метаболизме железа, но есть и исключения. Так, IRE есть в мРНК гена уже упоминавшейся аконитазы; гена CDC42BPA, кодирующего киназу, задействованную в реорганизации цитоскелета; гена EPAS1, кодирующего транскрипционный фактор, участвующий в кислородозависимой регуляции некоторых генов; гена CDC14A, кодирующего фосфатазу, участвующую в контроле клеточного цикла и взаимодействующую с интерфазными центросомами.
У ферритиновой мРНК IRE представляет собой последовательность длиной 28 нуклеотидов в 5′-UTR, имеющую тенденцию к образованию «дефектной» шпильки, то есть шпильки с выпетливаниями. Кроме того, последовательности, соседствующие с IRE с обеих сторон, взаимно комплементарны и формируют стеблевую структуру (англ. flanking region, FL), так что IRE оказывается частью длинной составной шпильки, которая может укладываться в третичную структуру. Эта шпилька находится вблизи кэпа (на расстоянии около 10 нуклеотидов), и в стабилизированном виде она препятствует посадке на мРНК малой рибосомной субъединицы и, таким образом, блокирует инициацию трансляции.
IRE ферритина способен связываться с особым белком — IRE-BP (англ. IRE-binding protein). Этот белок оказывает репрессирующее действие на трансляцию, поскольку стабилизирует вышеописанную шпильку вблизи кэпа. Так происходит только в отсутствие Fe3+. В присутствии же Fe3+ сродство этого белка к шпильке снижается, шпилька дестабилизируется и становится доступной для рибосомы. В результате начинается трансляция, и образующийся ферритин начинает связывать избыток Fe3+.

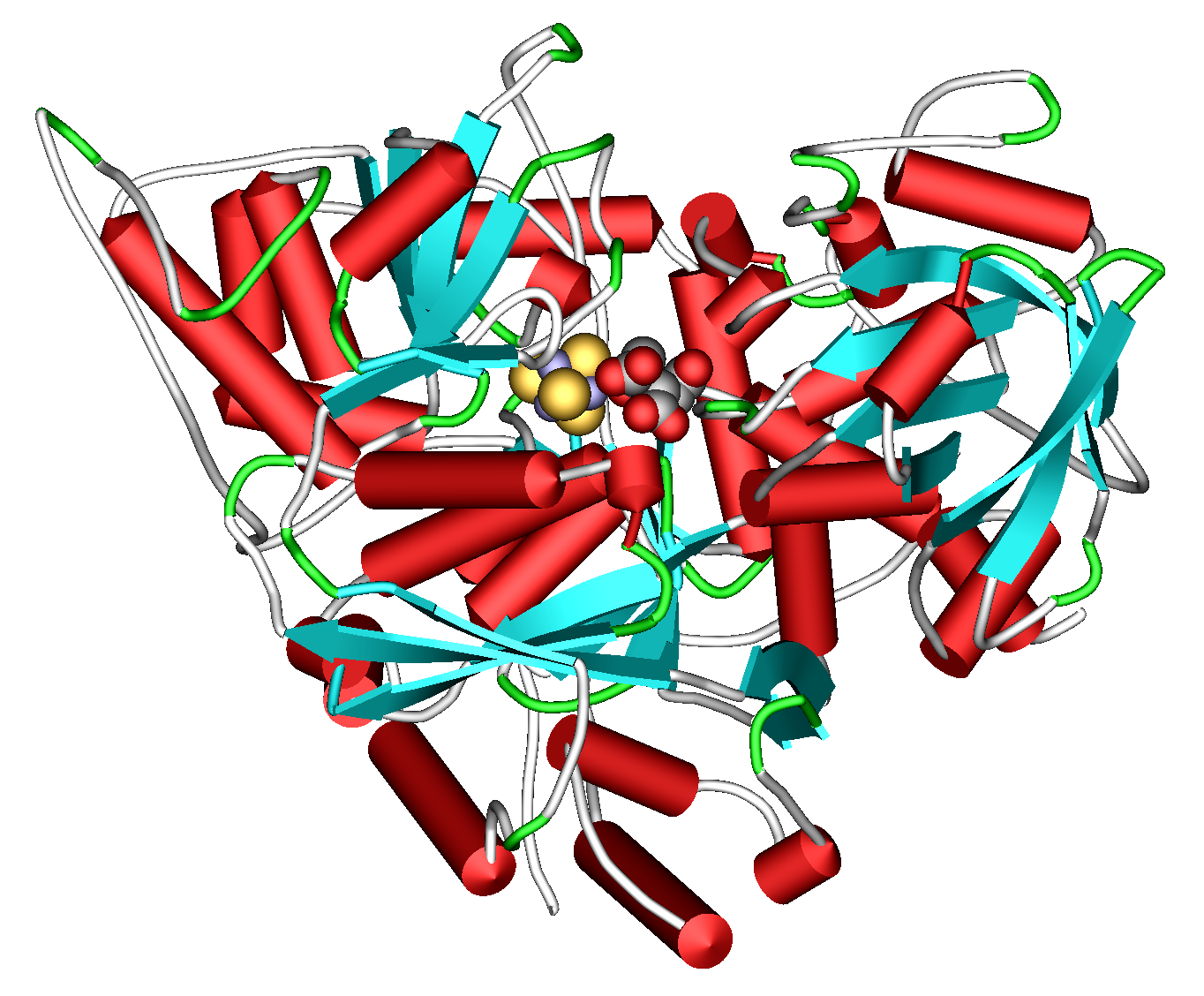
Пространственная структура аконитазы. Виден железосерный кластер

Репрессорный белок IRE-BP оказался идентичен аконитазе (фермент цикла Кребса, превращающий цитрат в изоцитрат). Этот фермент содержит в своём активном центре железосерный кластер, необходимый для его работы. При недостатке Fe3+ железо-серный кластер разрушается, фермент теряет аконитазную активность и превращается в IRE-BP, который уже способен репрессировать ферритиновую мРНК. Аналогичное явление имеет место в случае мРНК эритроид-специфичной синтазы δ-аминолевулиновой кислоты (eALAS). При этом у мРНК eALAS и ферритина положение IRE относительно 5′-конца эволюционно консервативно: IRE всегда располагается в пределах первых 40 нуклеотидов мРНК, и вставка дополнительных нуклеотидом между IRE и 5′-концом приводит к ослаблению или исчезновению репрессирующего эффекта, что согласуется с описанной выше моделью работы IRE, утверждающей, что шпилька, препятствующая посадке рибосомы, должна находиться рядом с кэпом.

## Клиническое значение
Мутации, затрагивающие IRE, могут приводить к появлению болезненных состояний, так как они разрушают нормальную регуляцию экспрессию генов. К числу таких заболеваний относится синдром наследственной гиперферритинемии/катаракты, развивающаяся при нарушениях метаболизма железа. Кроме того, установлено, что трансляция белка-предшественника бета-амилоида также контролируется IRE, причём его IRE тоже способен связываться с IRE-BP, поэтому не исключено, что IRE может играть определённую роль в развитии болезни Альцгеймера.